# 9. grönländischer Landesratswahlkreis
Der 9. grönländische Landesratswahlkreis war von 1951 bis 1979 ein Landesratswahlkreis in Grönland. Der Wahlkreis umfasste die Gemeinde Aasiaat.

## Vertreter
Folgende Personen vertraten den Wahlkreis:
| Wahlperiode | Landesrat       | 1. Stellvertreter | 2. Stellvertreter             | Anmerkung |
| ----------- | --------------- | ----------------- | ----------------------------- | --------- |
| 1951–1955   | Frederik Lynge  | ?                 | ?                             |           |
| 1955–1959   | Ole Brandt      | ?                 | ?                             |           |
| 1959–1963   | Hans J. Lynge   | ?                 | ?                             |           |
| 1963–1967   | Hans J. Lynge   | ?                 | ?                             |           |
| 1967–1971   | Karl Skou       | Jørgen Schmidt    | Hans L. Larsen                |           |
| 1971–1975   | Otto Steenholdt | Adam Sandgreen    | Jørgen Schmidt                |           |
| 1975–1979   | Otto Steenholdt | Lars Peter Olsen  | Annemarie Baadsgaard Petersen |           |